# Greenville (Severní Karolína)
Greenville je město v okresu Pitt County ve státě Severní Karolína ve Spojených státech amerických. Jde o dvanácté největší město v Severní Karolíně. Známé je mimo jiné tím, že z města pochází youtuber MrBeast, jehož společnost, rovněž zvaná MrBeast, má ve městě své sídlo. 
K roku 2020 zde žilo 87 521 obyvatel. S celkovou rozlohou 99 km² byla hustota zalidnění 903 obyvatel na km². Založeno bylo v roce 1771, kdy bylo pojmenováno Martinsborough po Josiahu Martinovi. V roce 1786 bylo přejmenováno na dnešní název Greenville po generálmajorovi Nathanaelu Greeneovi. Ve městě působí East Carolina University a místní deník The Daily Reflector. Ve městě rovněž funguje ECU Health Medical Center, druhá největší nemocnice v Severní Karolíně. Nachází se v oblasti s vlhkým subtropickým klimatem. 